# Сурлица
Сурлица (на сръбски: Сурлица или Surlica) е село в община Търговище, Пчински окръг, Сърбия.

## История
В края на XIX век Сурлица е село в Прешевска кааза на Османската империя. Според патриаршеския митрополит Фирмилиан в 1902 година в Сурлица има 67 сръбски патриаршистки къщи. По данни на секретаря на Българската екзархия Димитър Мишев („La Macédoine et sa Population Chrétienne“) в 1905 година в Сурлица (Sourlitza) има 240 българи патриаршисти гъркомани.
В 2002 година в селото живеят 92 сърби и 2 други.
В селото има параклис „Света Параскева“.

## Население
- 1948- 887
- 1953- 937
- 1961- 860
- 1971- 712
- 1981- 349
- 1991- 156
- 2002- 101